# Замршје
Замршје је насељено место у саставу града Карловца, Карловачка жупанија, Република Хрватска.

## Историја
До територијалне реорганизације у Хрватској, налазило се у саставу старе општине Карловац.

## Становништво
На попису становништва 2011. године, Замршје је имало 167 становника.

## Попис1991.
На попису становништва 1991. године, насељено место Замршје је имало 294 становника, следећег националног састава:
| Попис 1991.‍ | Попис 1991.‍ | Попис 1991.‍ | Попис 1991.‍ | Попис 1991.‍ |
| ----------- | ----------- | ----------- | ----------- | ----------- |
|             |             |             |             |             |
| Хрвати      | Хрвати      |             | 280         | 95,23%      |
| Југословени | Југословени |             | 2           | 0,68%       |
| Црногорци   | Црногорци   |             | 1           | 0,34%       |
| непознато   | непознато   |             | 11          | 3,74%       |
| укупно: 294 |             |             |             |             |